# Abon jezik
Abon jezik (abong, abõ, ba'ban; ISO 639-3: abo), jezik iz podskupine tivoid, šira skupina južnobantoidnih jezika, kojim govori svega oko 1 000 govornika (1973 SIL) na području nigerijske države Taraba, grad Abong.
Pripadnici etničke skupine zovu se Abong.

## Vanjske poveznice
- Ethnologue (14th)
- Ethnologue (15th)